# Джонсон, Марвин (футболист)
Марвин Николас Джонсон (англ. Marvin Nicholas Johnson; род. 1 декабря 1990, Бирмингем) — английский футболист, полузащитник клуба «Шеффилд Уэнсдей».

## Клубная карьера

### Ранние годы
Начинал свою карьеру в команде Северной Конференции «Солихалл Мурс». В мае 2009 года в составе сборной округа Бирмингем выиграл Кубок Английских графств.
Позднее выступал за любительские клубы «Колсхилл Таун» (на правах аренды) и «Ромулус». В первой половине сезона 2011/12 Марвин стал лучшим бомбардиром «Ромулуса» и привлёк к себе внимание клубов Футбольной лиги. В декабре 2011 года «Кру Александра» был готов предложить Джонсону контракт, однако тот поехал на пятидневный просмотр в клуб Чемпионшипа «Бёрнли».

### «Киддерминстер»
В феврале 2012 года перешёл в клуб Национальной Конференции «Киддерминстер Харриерс», подписав соглашение на 18 месяцев. Дебютировал 18 февраля в домашнем матче против «Линкольн Сити» (1:1). 18 августа 2012 года в игре против «Мансфилд Таун» (2:3) забил первый гол в составе «Харриерс».
В ноябре 2012 года к Джонсону вновь проявляли интерес ряд клубов Футбольной лиги, в том числе «Крю Александра», «Колчестер Юнайтед» и «Нортгемптон Таун», но форвард остался в команде.
В марте 2014 года на правах краткосрочной аренды перешёл в «Хенсфорд Таун». В июне 2014 года продлил контракт с «Киддерминстером» ещё на один сезон.

### «Мотеруэлл»
3 февраля 2015 года присоединился к «Мотеруэллу», выступающему в шотландской Премьер-лиге
.
Дебютировал 14 февраля в выездной встрече против «Росс Каунти» (2:3). 31 мая Джонсон забил первый гол в ворота «Рейджерс» в ответном стыковом матче и помог своему клубу сохранить место в Премьер-лиге.
В июне 2015 года продлил контракт с «Мотеруэллом» до 2018 года.

### «Оксфорд Юнайтед»
31 августа 2016 года Джонсон подписал 3-летний контракт с клубом Лиги Один «Оксфорд Юнайтед». Сумма трансфера составила рекордные £650 тыс.
Дебютировал 3 сентября в домашнем матче против «Рочдейла» (0:0). Первый гол забил 23 ноября, поразив ворота «Джиллингема», тем самым принеся своей команде победу (1:0). 2 апреля 2017 года принимал участие в финальном матче Трофея Футбольной Лиги на Уэмбли, в котором «Оксфорд» потерпел поражение от «Ковентри Сити» (1:2).

### «Мидлсбро»
Летом 2017 года Джонсон был связан слухами с переходом в «Халл Сити» и «Бирмингем Сити», но в итоге в последний день трансферного окна, 31 августа, он перешёл в «Мидлсбро», с которым заключил 3-летний контракт. Сумма перехода составила около £2,5 млн.
Дебютировал 9 сентября в матче против «Болтон Уондерерс», выйдя на замену на 68-й минуте вместо Льюиса Бейкера, и уже спустя три минуты отметился забитым мячом, установив окончательный счёт 3:0.
31 августа 2018 года на правах аренды до конца сезона перешёл в «Шеффилд Юнайтед».

## Достижения
«Оксфорд Юнайтед»
- Финалист Трофея Футбольной лиги: 2016/2017

«Шеффилд Юнайтед»
- Вице-чемпион Футбольной лиги Англии: 2018/19